# Hermanus Koekkoek der Jüngere

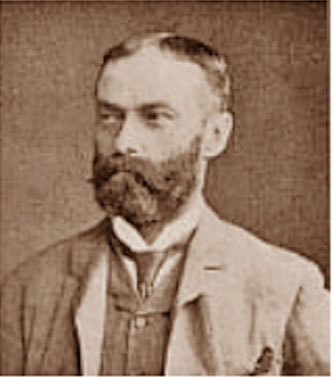
Hermanus Koekkoek der Jüngere, um 1870

Hermanus Koekkoek der Jüngere (* 8. Dezember 1836 in Amsterdam, Königreich der Niederlande; † Mai 1909 in London, Vereinigtes Königreich) war ein niederländischer Landschaftsmaler, Marinemaler und Kunsthändler.
In der Literatur wird er wegen der Namensgleichheit mit seinem Vater auch als Hermanus Koekkoek II. bezeichnet. Wie sein Vater benutzte er gelegentlich das Pseudonym Jan van Couver, signierte seine Bilder aber auch mit Louis van Staaten. Während seiner Zeit in London signierte er teils mit J. Couver, arbeitete dort aber ebenfalls unter dem Künstlernamen Louis Staaten.

## Leben
Hermanus Koekkoek stammte aus der holländischen Künstlerfamilie Koekkoek. Er war der älteste Sohn des Marinemalers Hermanus Koekkoek der Ältere und Enkel des Malers Johannes Hermanus Koekkoek. Seine Brüder waren Willem Koekkoek, Johannes Hermanus Barend Koekkoek und Hendrik Barend Koekkoek. Er heiratete am 20. August 1863; sein Sohn war Stephen Robert Koekkoek (1887–1934). Sein Vater folgte der Familientradition und unterwies seine Söhne in Malerei.
Koekkoek malte ab 1851 erst in Amsterdam, dann von 1859 bis 1860 in Nieuwer-Amstel (heute Amstelveen), ab 1863 in London und später wieder in Amsterdam. 1869 zog er wieder nach London, wo er bis zu seinem Tod als Künstler tätig war. Hier arbeitete er zusammen mit Lion Schulman und Gelderman und war in seiner Galerie auch als Kunsthändler tätig. Er verstarb im Mai 1909 in London und wurde am 4. Juni 1909 in Den Haag bestattet.
Er war Mitglied in der Amsterdamer Kunstgezelschap M.A.B.

## Werke (Auswahl)
Wie sein Vater und seine Brüder ist Koekkoek für Landschaften, Marine- und Stadtansichten bekannt.
- The Old Creek, Noorden, Holland. In: Worthing Museum and Art Gallery[2]
- Windmills. In: Glasgow Museums Resource Centre[2]
- Flushing, Holland. In: Museums Sheffield[2]

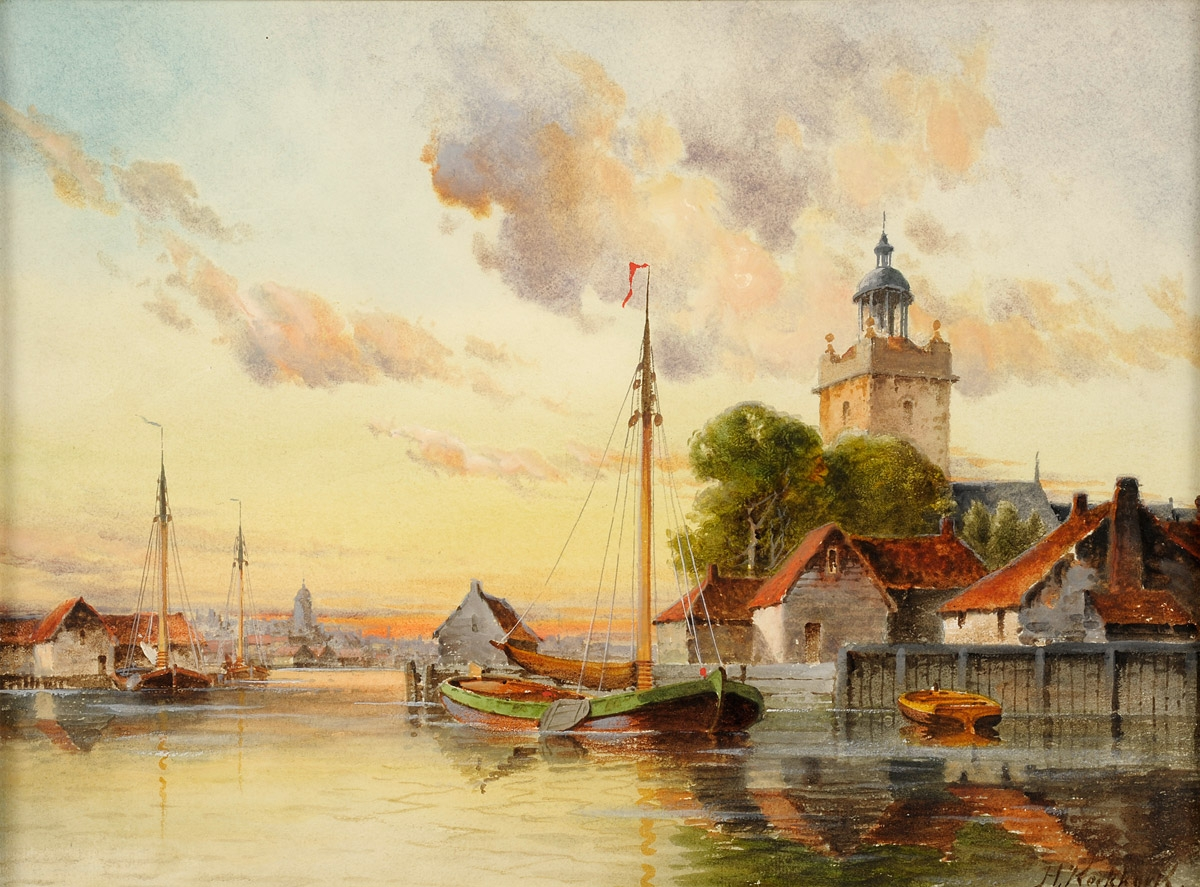
Holländische Stadtansicht, vor 1909
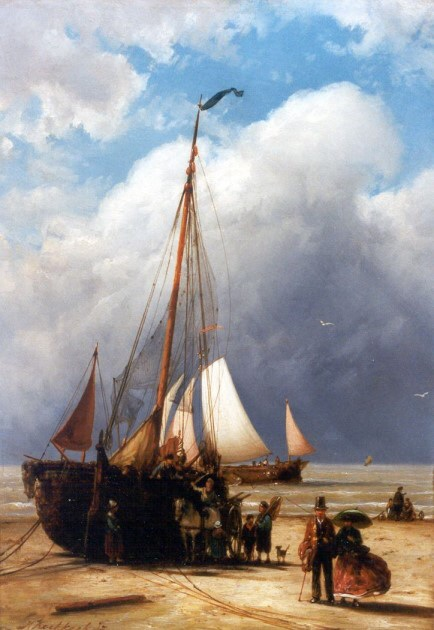
Fischerboot
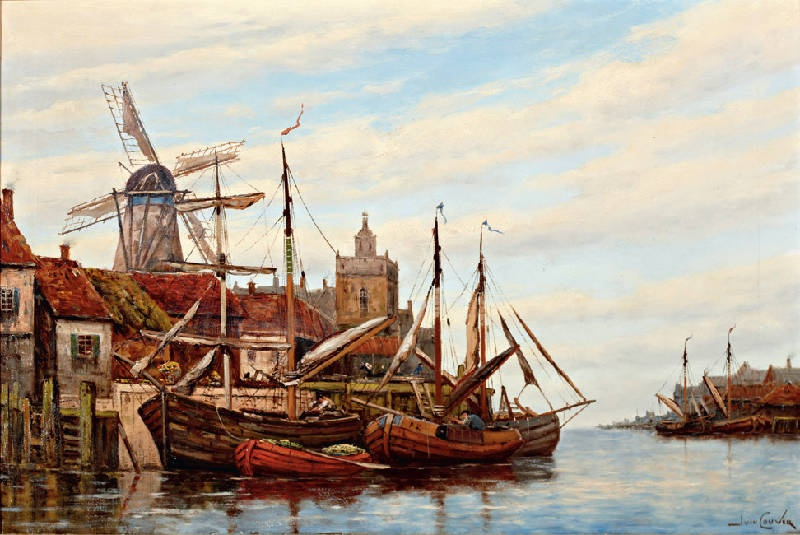
Eikendam, signiert „J van Couver“
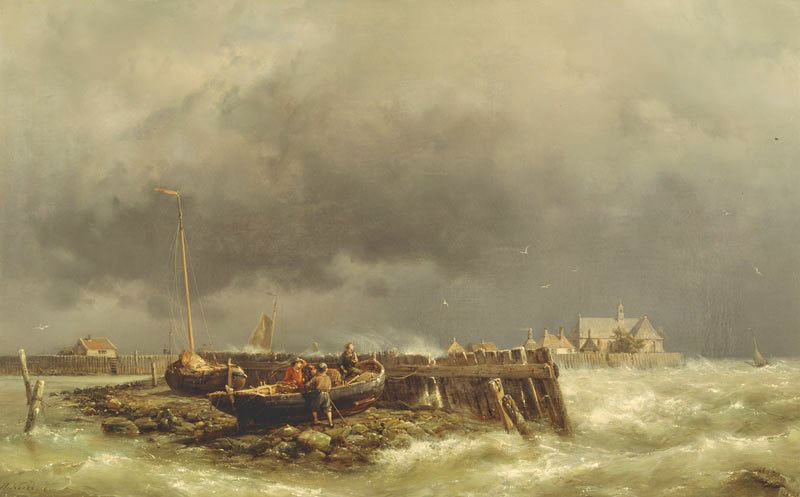
De ondergang van Schokland, ca. 1860. Ausgestellt im Zuiderzeemuseum Enkhuizen.
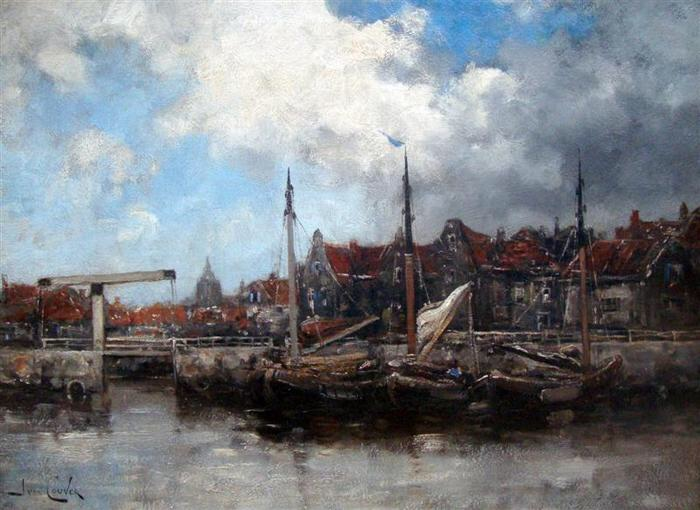
Hafenansicht, signiert „J. van Couver“